# Ambrose (Dakota du Nord)
Pour les articles homonymes, voir Ambrose.
La ville d’Ambrose est située dans le comté de Divide, dans l’État du Dakota du Nord, aux États-Unis. Sa population, qui s’élevait à 26 habitants lors du recensement de 2010, est estimée à 24 habitants en 2019.

## Histoire
Ambrose a été fondée en 1906.

## Démographie
| 1910 | 1920 | 1930 | 1940 | 1950 | 1960 |
| ---- | ---- | ---- | ---- | ---- | ---- |
| 320  | 389  | 334  | 294  | 286  | 220  |

| 1970 | 1980 | 1990 | 2000 | 2010 | - |
| ---- | ---- | ---- | ---- | ---- | - |
| 109  | 60   | 48   | 23   | 26   | - |

## Personnalité liée à la ville
Ana Egge a passé son enfance à Ambrose.

## Source
- (en) Cet article est partiellement ou en totalité issu de l’article de Wikipédia en anglais intitulé « Ambrose, North Dakota » (voir la liste des auteurs).

1. ↑  (en) « Population and Housing Unit Estimates », Bureau du recensement des États-Unis, 24 mai 2020 (consulté le 27 mai 2020)
2. ↑  (en) Bureau du recensement des États-Unis, « Census of Population and Housing » (consulté le 7 septembre 2013)
3. ↑  (en) « Population Estimates », Bureau du recensement des États-Unis (consulté le 30 septembre 2019)
4. ↑  (en) « Statistiques des États-Unis - Dakota du nord - Profils des comtés de 2010 » (consulté en juin 2021)